# Ягункіно
Ягу́нкіно (рос. Ягункино, чув. Тракушкăнь) — присілок у Чувашії Російської Федерації, у складі Хозанкінського сільського поселення Красночетайського району.
Населення — 191 особа (2010; 275 в 2002, 472 в 1979, 600 в 1939, 621 в 1926, 354 в 1897, 275 в 1869, 170 в 1795).
Національний склад (2002):
- чуваші — 100 %

## Історія
Історична назва — Ягуня, Янгушкіно, Тракушкіно. Засновано 19 століття як околоток села Хоршеваші. До 1835 року селяни мали статус державних, до 1863 року — статус удільних, займались землеробством, тваринництвом, бджільництвом, слюсарством, виробництвом одягу та борошна. 1931 року створено колгосп «ІІІ районний з'їзд». До 1920 року присілок входив до складу Атаєвської волості Курмиського (у період 1835–1863 років — у складі Атаєвського удільного приказу), до 1927 року — до складу Ядринського повіту. З переходом на райони 1927 року — спочатку у складі Красночетайського, у період 1962–1965 років — у складі Шумерлинського, після чого знову переданийдо складу Красночетайського району.

## Господарство
У присілку діє бібліотека.